# Glastonbury Center, Connecticut
Glastonbury Center är en ort (CDP) i Hartford County, i delstaten Connecticut, USA. Enligt United States Census Bureau har orten en folkmängd på 7 387 invånare (2010) och en landarea på 12,3 km².